# Takuya Eguchi
Takuya Eguchi (江口 拓也 Eguchi Takuya?,  Setagaya, Tokio, 22 de mayo de 1987) es un actor de voz y cantante japonés, afiliado a 81 Produce.  Nació en Setagaya, Tokio, pero se crio en la prefectura de Ibaraki. Algunos de sus papeles más conocidos incluyen el de Loid Forger en Spy × Family, Shinji Koganei en Kuroko no Basket, Asemu Asuno en Mobile Suit Gundam AGE, William Twining en Makai Ōji, Wataru Hibiki en Ensemble Stars!, Hachiman Hikigaya en Oregairu, Shūji Hanma en Tokyo Revengers, Takeo Gouda en Ore Monogatari!! y Yūji Terushima en Haikyū!!.
Como cantante, está representado por Kiramune y forma parte de la unidad musical Trignal, junto con Ryōhei Kimura y Tsubasa Yonaga.

## Biografía
Eguchi nació el 22 de mayo de 1987, en el distrito de Setagaya, en Tokio. Durante su segundo año de preparatoria, mientras estudiaba para un examen nocturno, escuchó por casualidad un programa de radio de Masaya Onosaka y lo encontró entretenido. Se interesó en el doblaje y, como le encantaba el anime, el manga y los videojuegos, decidió dedicarse a ello. El anime Onegai Twins, que le apasionaba en preparatoria, también la inspiró a dedicarse a la actuacón de voz.  Su padre era fan de Crayon Shin-chan, así que la familia veía el anime a las 7 p. m., y ella conocía las voces de los actores de doblaje .
Después de graduarse de la escuela secundaria, asistió a Nihon Kogakuin College con una beca de periódico. En 2007, pasó la primera audición 81. Mientras asistía a Nihon Kogakuin College, asistió a la escuela de capacitación 81 Produce. En 2008, hizo su debut como seiyuu en un papel adicional de Shin Kyūseishu Densetsu Hokuto no Ken. En 2011 , hizo su debut en el anime como Kazuya Kujo en Gosick. 
En abril de 2011, formó la unidad musical Trignal con Ryōhei Kimura y Tsubasa Yonaga, mientras que en agosto de ese mismo año formó el equipo de planificación independiente " Team Yutaku " con Yūki Ono. 
En 2012 , ganó el premio al Mejor Actor Nuevo en los sexta entrega de los Seiyū Awards, el 12 de diciembre, hicieron su debut en CD como "Trignal" con el mini-álbum "PARTY" de Kiramune. 
El 24 de abril de 2013 , mientras continuaban sus actividades como Team Yutaku, hicieron su gran debut como "Yutaku II"
En octubre de 2015, ganó el premio al Mejor Actor de Voz Masculino en los Newtype Anime Awards 2015, y su personaje Hachiman Hikigaya de Yahari Ore no Seishun Love Come wa Machigatteiru 2 también ganó el premio al Mejor Personaje Masculino. 
En octubre de 2017, hizo su debut en el escenario en el papel de Tsuchiya en la obra Silver Country, Golden Song

## Filmografía
Los papeles principales están en negrita.

### Anime
| Año  | Título                                                                          | Papel                |
| ---- | ------------------------------------------------------------------------------- | -------------------- |
| 2008 | Live On Cardliver Kakeru                                                        | Musubi               |
| 2009 | Higashi no Eden                                                                 | Satoshi Ōsugi        |
| 2009 | Tatakau Shisho                                                                  | Hyoue Janfus         |
| 2010 | Katanagatari                                                                    | Boufura Maniwa       |
| 2010 | Pokemón: Best Wishes!                                                           | Dwebble              |
| 2011 | Aria the Scarlet Ammo                                                           | Ryou Shiranui        |
| 2011 | Gosick                                                                          | Kazuya Kujō          |
| 2011 | Yu-Gi-Oh! Zexal                                                                 | Shuta Hayami         |
| 2011 | Inazuma Eleven GO!                                                              | Taiyō Amemiya        |
| 2011 | Mobile Suit Gundam AGE                                                          | Asemu Asuno (joven)  |
| 2012 | Inu × Boku SS                                                                   | Banri Watanuki       |
| 2012 | Ixion Saga DT                                                                   | Kon Hokaze/DT        |
| 2012 | Kuroko no Basket                                                                | Shinji Koganei       |
| 2012 | Oda Nobuna no Yabō                                                              | Yoshiharu Sagara     |
| 2013 | Mushibugyo                                                                      | Koikawa Sungiku      |
| 2013 | Kuroko no Basket 2                                                              | Shinji Koganei       |
| 2013 | Makai Ōji                                                                       | William Twining      |
| 2013 | Pokémon Origins                                                                 | Green                |
| 2013 | Yahari Ore no Seishun Love Come wa Machigatteiru                                | Hikigaya Hachiman    |
| 2014 | Diamond no Ace                                                                  | Yousuke Maki         |
| 2014 | Hamatora                                                                        | Mao                  |
| 2014 | Re:_Hamatora                                                                    | Mao                  |
| 2014 | Love Stage!!                                                                    | Ryōma Ichijō         |
| 2015 | Baby Steps S2                                                                   | Atsushi Taira        |
| 2015 | Kuroko no Basket 3                                                              | Shinji Koganei       |
| 2015 | Ore Monogatari!!                                                                | Takeo Gouda          |
| 2015 | Yahari Ore no Seishun Love Come wa Machigatteiru. Zoku                          | Hikigaya Hachiman    |
| 2016 | 91 Days                                                                         | Nero Vanetti         |
| 2016 | Danganronpa 3: The End of Hope's Peak Academy - Side: Future.                   | Izayoi Sōnosuke      |
| 2016 | Kono Subarashii Sekai ni Shukufuku wo!                                          | Kyouya Mitsurugi     |
| 2016 | Haikyuu!! Second Season                                                         | Yūji Terushima       |
| 2016 | Hatsukoi Monster                                                                | Munemitsu Makurazaki |
| 2016 | Nijiiro Days                                                                    | Tomoya Matsunaga     |
| 2016 | Re:Zero kara Hajimeru Isekai Seikatsu                                           | Julius Juukulius     |
| 2016 | Girlish Number                                                                  | Towada AP            |
| 2017 | Ōshitsu Kyōshi Haine                                                            | Ernst Rosenberg      |
| 2017 | Sakurada Reset                                                                  | Tomoki Nakano        |
| 2017 | Tsukipro The Animation                                                          | Takamura Shiki       |
| 2017 | Warau Salesman New                                                              | Kenichi Nakajima     |
| 2018 | Idolish7                                                                        | Nagi Rokuya          |
| 2018 | Sanrio Danshi                                                                   | Kōta Hasegawa        |
| 2018 | Darling in the FranXX                                                           | 9'γ                  |
| 2018 | Kakuriyo no Yadomeshi                                                           | Chiaki               |
| 2018 | Uchuu Senkan Tiramisù                                                           | Subaru-B             |
| 2018 | Binan Kōkō Chikyū Bōei-bu Happy Kiss!                                           | Karurusu             |
| 2018 | Senjuushi                                                                       | Chassepot            |
| 2018 | Chuukan Kanriroku Tonegawa                                                      | Kōji Dōshita         |
| 2018 | Grand Blue                                                                      | Hajime Nojima        |
| 2018 | Uchuu Senkan Tiramisù II                                                        | Subaru-B             |
| 2018 | Tensei Shitara Slime Datta Ken                                                  | Sōei                 |
| 2018 | Bakumatsu                                                                       | Kogorou Katsura      |
| 2018 | Merc Storia: Mukiryoku no Shounen to Bin no Naka no Shoujo                      | Belnar               |
| 2019 | Domestic na Kanojo                                                              | Fumiya Kurimoto      |
| 2019 | Ensemble Stars!                                                                 | Wataru Hibiki        |
| 2019 | Fruits Basket                                                                   | Kakeru Manabe        |
| 2019 | Given                                                                           | Akihiko Kaji         |
| 2019 | Stand My Heroes: Piece of Truth                                                 | Yō Hattori           |
| 2019 | W'z                                                                             | Gai Kishiwada        |
| 2019 | Choujigen Kakumei Anime: Dimension High School                                  | Spudio the 22nd      |
| 2019 | Grimms Notes The Animation                                                      | Tao                  |
| 2019 | B-Project: Zecchou*Emotion                                                      | Miroku Shingari      |
| 2019 | Kono Yo no Hate de Koi wo Utau Shoujo YU-NO                                     | Hideo Toyotomi       |
| 2019 | Isekai Quartet                                                                  | Julius Juukulius     |
| 2019 | Uchi no Ko no Tame naraba, Ore wa Moshikashitara Maou mo Taoseru kamo Shirenai. | Rag                  |
| 2019 | Mairimashita! Iruma-kun                                                         | Zagan Johnny Western |
| 2019 | Actors: Songs Connection                                                        | Kai Akizuki          |
| 2019 | Stand My Heroes: Piece of Truth                                                 | You Hattori          |
| 2020 | A3! Season Spring & Summer                                                      | Tenma Sumeragi       |
| 2020 | Fruits Basket Season 2                                                          | Kakeru Manabe        |
| 2020 | Tower of God                                                                    | Shibisu              |
| 2020 | Yahari Ore no Seishun Love Come wa Machigatteiru: Kan (III)                     | Hachiman Hikigaya    |
| 2020 | Isekai Quartet 2                                                                | Julius Juukulius     |
| 2020 | IDOLiSH7: Second Beat!                                                          | Nagi Rokuya          |
| 2020 | Maō Gakuin no Futekigōsha                                                       | Zepes Indu           |
| 2020 | Re:Zero kara Hajimeru Isekai Seikatsu 2nd Season                                | Julius Juukulius     |
| 2021 | Hortensia Saga                                                                  | Roy Bashro           |
| 2021 | 2.43: Seiin High School Boys Volleyball Team                                    | Ryuudai Jinno        |
| 2021 | Tensei Shitara Slime Datta Ken 2nd Season                                       | Sōei                 |
| 2021 | Tensura Nikki:Tensei Shitara Slime Datta Ken 2                                  | Sōei                 |
| 2021 | Seijo no Maryoku wa Bannō Desu                                                  | Johan Valdec         |
| 2021 | Fruits Basket: The Final                                                        | Kakeru Manabe        |
| 2021 | Yu-Gi-Oh! Sevens                                                                | Yuro Goha            |
| 2021 | Tokyo Revengers                                                                 | Shuuji Hanma         |
| 2021 | Mairimashita! Iruma-kun 2nd Season                                              | Zagan Johnny Western |
| 2021 | IDOLiSH7: Third Beat!                                                           | Nagi Rokuya          |
| 2021 | Tensei Shitara Slime Datta Ken 2nd Season Part 2                                | Sōei                 |
| 2021 | Tsukipro The Animation 2                                                        | Takamura Shiki       |
| 2021 | Muteking the Dancing Hero                                                       | DJ                   |
| 2021 | Visual Prison                                                                   | Saga Latour          |
| 2021 | Ōsama Ranking                                                                   | Domas                |
| 2022 | Shūmatsu no Harem                                                               | Kyōji Hino           |
| 2022 | Spy × Family                                                                    | Loid Forger          |
| 2022 | Aoashi                                                                          | Akinori Kaneda       |
| 2023 | Blue Lock                                                                       | Kenyū Yukimiya       |
| 2023 | MASHLE                                                                          | Dot Barrett          |
| 2023 | Ragna Crimson                                                                   | Chantioras           |
| 2023 | Sōsō no Frieren                                                                 | Stoltz               |
| 2024 | Kyūjitsu no Warumono-san                                                        | Sōten Blue           |
| 2024 | Rising Impact                                                                   | Tristan Liones       |
| 2024 | Tasogare Autofōkasu                                                             | Rei Inaba            |
| 2024 | Shikanoko Nokonoko Koshitantan                                                  | Yoshiharu Tsubameya  |

### OVA
- Soukan Yuugi como Yugi.
- Yahari Ore no Seishun Love Come wa Machigatteiru. como Hikigaya Hachiman.
- Yahari Ore no Seishun Love Come wa Machigatteiru. Zoku como Hikigaya Hachiman.
- Yahari Ore no Seishun Love Come wa Machigatteiru: Kan (III) como Hikigaya Hachiman.

### Películas
- Ganbatte Ikimasshoi como Hayato Ninomiya.
- Kimetsu no Yaiba: Mugen Ressha-hen como Hombre enfermo/Secuaz de Enmu.
- Spy × Family Code: White como Loid Forger.
- Be Forever Yamato: Rebel 3199 como Ramber.
- Versailles no Bara (2025) como Florian de Gerodelle.

### CD Drama
- Nijiiro Days como Tomoya Matsunaga.
- Yahari Ore no Seishun Love Come wa Machigatteiru como Hachiman Hikigaya (solo en los CD Drama titulados "Tatoeba Konna Birthday Song" y "Hikigaya Komachi no Keiryaku").

### VOMIC
- Saiki Kusuo no Psi-nan como Shun Kaidō.

### Videojuegos
- Digimon ReArise como Dorumon.
- Ensemble Stars! como Wataru Hibiki.
- The Cinderella Contract como "'Principe Claude"'.
- Idolish7 como Nagi Rokuya
- Final Fantasy: Brave Exvius como Akstar, Dragón despertado
- Tsukino Paradise como Takamura Shiki
- Captain Tsubasa: Dream Team como Achilleus Romano
- Alchemy Stars como Antony

### Doblaje
- Battleship como Angus
- Mortal Kombat como Liu Kang
- Fantastic Beasts: The Crimes of Grindelwald como Theseus Scamander
- Fantastic Beasts: The Secrets of Dumbledore como Theseus Scamander

## Música
- Participó en el opening Believe My Dice y en el ending a shadow's love song de la serie Makai Ōji: Devils and Realist. En ambos, junto con Takuma Terashima, Yoshitsugu Matsuoka y Tetsuya Kakihara.
- Participó junto con KENN, Yūki Ono, Wataru Hatano, Shōta Aoi y Yūichirō Umehara del sencillo Kimi ni Maji-kyun! de la franquicia Kimi ni Maji Kyun!, llegando al puesto 22 de ventas en Japón.[4]
- Interpretó junto con Mikako Komatsu y Nobuyuki Hiyama uno de los temas producidos para la discografía de la primera temporada de Yahari Ore no Seishun Love Come wa Machigatteiru titulado "Going Going Alone Away!".
- Interpretó junto a Takashi Kondō uno de los temas producidos para la discografía de la segunda temporada de Yahari Ore no Seishun Love Come wa Machigatteiru titulado "If You Want Real".
- Interpretó junto con Wataru Watari y Chado Horii uno de los temas producidos para la discografía de la tercera temporada de Yahari Ore no Seishun Love Come wa Machigatteiru titulado "Kimi ga Iru kara".
- Canto uno de los temas producidos para la discografía de la tercera temporada de Yahari Ore no Seishun Love Come wa Machigatteiru titulado "Buzama na Seishun wo".

## Premios y nominaciones
| Año  | Premio               | Categoría             | Resultado | Personaje                | Anime                                                  |
| ---- | -------------------- | --------------------- | --------- | ------------------------ | ------------------------------------------------------ |
| 2012 | Seiyū Awards         | Mejor actor nuevo     | Ganador   | Kazuya Kujo, Asemu Asuno | Gosick, Mobile Suit Gundam AGE                         |
| 2015 | Newtype Anime Awards | Mejor seiyū masculino | Ganador   | Hachiman Hikigaya        | Yahari Ore no Seishun Love Come wa Machigatteiru. Zoku |
| 2023 | Seiyū Awards         | Seiyū más valioso     | Ganador   | Loid Forger              | Spy × Family                                           |
| 2023 | Seiyū Awards         | Mejor actor principal | Ganador   | Loid Forger              | Spy × Family                                           |